# Preußische S 7
| S 7 (Preußen)                | S 7 (Preußen)  | S 7 (Preußen)                  |
| ---------------------------- | -------------- | ------------------------------ |
|                              |                |                                |
|                              | de Glehn       | von Borries                    |
| Anzahl:                      | 79             | 159                            |
| Hersteller:                  | Grafenstaden   | Hanomag                        |
| Baujahr(e):                  | 1902–1904      | 1902–1907                      |
| Ausmusterung:                | Anfang 1920er  | Anfang 1920er                  |
| Bauart:                      | 2'B1 n4v       | 2'B1' n4v                      |
| Spurweite:                   | 1.435 mm       | 1.435 mm                       |
| Länge über Puffer:           |                | 18.405 mm                      |
| Dienstmasse:                 | 60,2 t         | 62,9 t                         |
| Dienstmasse einschl. Tender: | xxx            |                                |
| Reibungsmasse:               | 30,4 t         | 30,3 t                         |
| Radsatzfahrmasse:            | 15,2 t         | 15,3 t                         |
| Höchstgeschwindigkeit:       | 110 km/h       | 100/110 km/h 143 km/h (Rekord) |
| Treibraddurchmesser:         | 1.980 mm       | 1.980 mm                       |
| Laufraddurchmesser (vorn):   | 1.000 mm       | 1.000 mm                       |
| Laufraddurchmesser (hinten): | 1.250 mm       | 1.250 mm                       |
| Zylinderanzahl:              | 4              | 4                              |
| Zylinderdurchmesser:         | 2×340/560 mm   | 2×360/560 mm                   |
| Kolbenhub:                   | 640 mm         | 600 mm                         |
| Kesselüberdruck:             | 14 bar         | 14 bar                         |
| Rostfläche:                  | 3,01 m²        | 2,71 m²                        |
| Verdampfungsheizfläche:      | 163,6 m²       | 162,89 m²                      |
| Tender:                      | pr 2'2' T 21,5 | pr 2'2' T 21,5                 |
| Wasservorrat:                | 21,5 m³        | 21,5 m³                        |

Mit S 7 bezeichneten die Preußischen Staatseisenbahnen vier verschiedene Bauarten von Schnellzuglokomotiven mit der Achsfolge 2'B1' (Atlantic) und Vierzylinder-Verbundtriebwerk.

## Bauarten de Glehn

Lokomotive Magdeburg 2 der Bauart de Glehn, erste Bauserie, gebaut von Grafenstaden, mit Versuchszug in Berlin 1904

Die S 7 der Bauart de Glehn wurde in drei verschiedene Ausführungen gebaut, die sich vor allem darin unterschieden, dass die Feuerbüchse bei der einen relativ lang und zwischen den Rädern eingezogen war und bei den anderen beiden breiter war und vollständig hinter den Treibrädern lag. Bei ersterer Bauserie hatte das Drehgestell einen Außenrahmen, bei den anderen beiden einen Innenrahmen.
Vor allem die erste Bauserie sah wie viele Fahrzeuge der Maschinenbaufabrik Grafenstaden äußerlich den französischen Lokomotiven sehr ähnlich. Die Lokomotive Magdeburg 2 entstammte der ersten Bauserie und nahm Anfang 1904 als Versuchslokomotive IV an den Schnellfahrversuchen auf der Militärbahnstrecke zwischen Marienfelde und Zossen teil.
Insgesamt bezogen die Preußischen Staatseisenbahnen zwischen 1902 und 1904 79 Fahrzeuge dieser Bauarten. Keine der Lokomotiven wurde von der Deutschen Reichsbahn übernommen.
Die Fahrzeuge erhielten Schlepptender der Bauart 2'2' T 21,5.

## Bauart von Borries

S 7 der Bauart von Borries, gebaut von Hanomag

Bei der S 7 der Bauart von Borries befanden sich die Zylinder zwischen den Achsen des Drehgestells und wirkten gemeinsam auf die erste Kuppelachse. Der Rahmen stellte eine Kombination aus Blech- und Barrenrahmen dar. Der Umlauf lag relativ weit unten, und die Treibräder waren von einem gemeinsamen Radschutzkasten abgedeckt.
Die Maschinen dieser Bauart konnten besonders bei hoher Geschwindigkeit überzeugen. Bei Versuchsfahrten im Vergleich zu den 2'B2'-Versuchslokomotiven der Gattung Preußische S 9 Altona 561 und Altona 562 erreichte eine S 7 136 km/h. Bei einer späteren Versuchsfahrt wurden sogar 143 km/h erreicht, womit die Lokomotiven knapp hinter der Badischen IId die zweitschnellste deutsche Atlantic-Bauart waren.
Trotz dieser Erfolge wurde keine Lokomotive dieser Bauart mehr von der Deutschen Reichsbahn übernommen; wie alle "Atlantics" hatten sie eine im Vergleich zur Leistung zu geringe Zugkraft.
Ein Schwerpunkt des Einsatzes war die Direktion Hannover mit der Strecke Berlin–Hannover–Dortmund.
Insgesamt waren in den Jahren von 1902 bis 1907 159 Lokomotiven dieses Typs von den Firmen Hanomag und Linke-Hofmann gebaut worden. Nach dem Ersten Weltkrieg mussten einige Lokomotiven nach Frankreich, Belgien und Polen abgegeben werden. Der Rest wurde bis Anfang der zwanziger Jahre teilweise im Personenzugdienst eingesetzt.
Die Fahrzeuge erhielten wie die Bauarten de Glehn Schlepptender der Bauart 2'2' T 21,5.